# Quercus caesariensis
Quercus caesariensis är en bokväxtart som beskrevs av Harold Norman Moldenke. Quercus caesariensis ingår i släktet ekar, och familjen bokväxter.
Artens utbredningsområde är New Jersey. Inga underarter finns listade.